# Джирард Тауншип (округ Ері, Пенсільванія)
Джирард Тауншип (англ. Girard Township) — селище (англ. township) в США, в окрузі Ері штату Пенсільванія. Населення — 4869 осіб (2020).

## Демографія
Згідно з переписом 2010 року, у селищі мешкали 5102 особи в 2086 домогосподарствах у складі 1460 родин. Було 2228 помешкань
Расовий склад населення:
| - 97,8 % — білих - 0,3 % — корінних американців - 0,3 % — чорних або афроамериканців - 0,2 % — вихідців з тихоокеанських островів - 0,2 % — азіатів |

До двох чи більше рас належало 1,0 %. Частка іспаномовних становила 1,0 % від усіх жителів.
За віковим діапазоном населення розподілялося таким чином: 23,3 % — особи молодші 18 років, 61,8 % — особи у віці 18—64 років, 14,9 % — особи у віці 65 років та старші. Медіана віку мешканця становила 44,4 року. На 100 осіб жіночої статі у селищі припадало 100,7 чоловіків;  на 100 жінок у віці від 18 років та старших — 95,0 чоловіків також старших 18 років.
Середній дохід на одне домашнє господарство  становив 60 759 доларів США (медіана — 48 482), а середній дохід на одну сім'ю — 66 601 долар (медіана — 55 139). Медіана доходів становила 51 486 доларів для чоловіків та 25 938 доларів для жінок. За межею бідності перебувало 17,0 % осіб, у тому числі 35,0 % дітей у віці до 18 років та 7,4 % осіб у віці 65 років та старших.
Цивільне працевлаштоване населення становило 2401 особа. Основні галузі зайнятості: освіта, охорона здоров'я та соціальна допомога — 26,5 %, виробництво — 25,4 %, мистецтво, розваги та відпочинок — 8,1 %, науковці, спеціалісти, менеджери — 7,9 %.